# Rycerzew
Rycerzew – wieś w Polsce położona w województwie wielkopolskim, w powiecie kolskim, w gminie Kłodawa.
Wieś szlachecka Rycerzewo położona była w drugiej połowie XVI wieku w powiecie łęczyckim województwa łęczyckiego. W latach 1975–1998 miejscowość administracyjnie należała do województwa konińskiego.

## Pałac
Pałac z połowy XIX wieku w charakterystycznym kostiumie neorenesansu toskańskiego. Otacza go park o powierzchni ok. 7,2 ha. Wśród zieleni na niewielkim kopcu, ruina zameczku rycerskiego, najprawdopodobniej z przełomu XIV i XV wieku, wykorzystywana latach międzywojennych jako lodownia.